# لاريسا كوستا
لاريسا كوستا سيلفا دي أوليفيرا (بالبرتغالية: Larissa Costa‏) (ولد في 9 مارس 1984) مشهورة بإسم لاريسا كوستا، عارضة أزياء برازيلية وحاملة لقب ملكة جمال سابقة بعد تتويجها ممثلت عن ريو غراندي دو نورتي، في مسابقة ملكة جمال البرازيل 2009, واختياره من بين 26 مرشحة آخريات في الحدث الذي عقد في ساو باولو , في تمثل بلدها البرازيل في مسابقة ملكة جمال الكون 2009.

## معلومات
لاريسا كوستا سيلفا دي أوليفيرا، وهي مدرسة تربوية تعمل في وزارة التربية والتعليم
من مدينة ناتال، تبلغ من العمر 25 عاما وقت تتويجها,

## روابط خارجية
- لاريسا كوستا موقع فيماس فيكيس